# Giuseppe Marchi

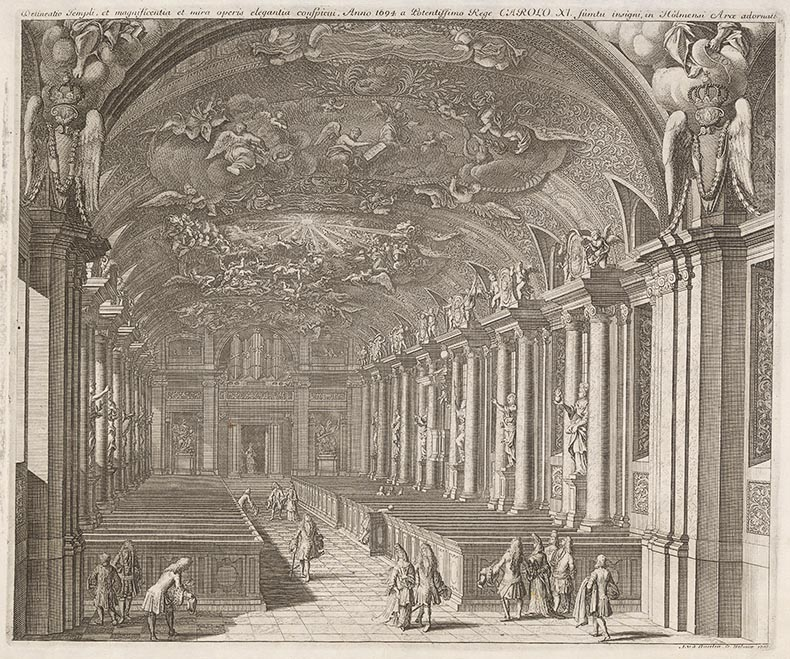
Gipsutsmyckningar i Gamla slottskyrkan i Slottet Tre kronor avbildade i Suecia antiqua et hodierna, tryckt i Stockholm 1702. Gravör är Johannes van den Aveelen (1655-1722).

Giuseppe Marchi var en italiensk stuckatör verksam i Sverige i slutet av 1600-talet. Han arbetade bland annat i Slottskapellet 1695 och på Drottningholms slott 1701.

## Slottskyrkan i Stockholms slott
Marchi anlitades 1695 som stuckatör i Slottskyrkan i Stockholms slott, där han utförde arbeten efter Nicodemus Tessins ritningar. Bland annat utförde han 17 gipslövsutsmyckningar som placerades under fönstren samt en liknande ornering på läkaren samt under stålspegeln i koret. Dessa arbeten är avbildade i Sueciagravyrerna och de visar Gamla slottskyrkan i Slottet Tre kronor 1695 med en vy från koret mot ingången. Tillsammans med stuckatören Carlo Carove utförde han en rad akantusrankor som pryder fönsterväggarna. Den stora plafonden i Stockholms slottskyrka hade målats av Johan Sylvius 1693-1695 och den förstördes vid Slottskyrkans brand 1697.

## Rikssalen på Drottningholms slott

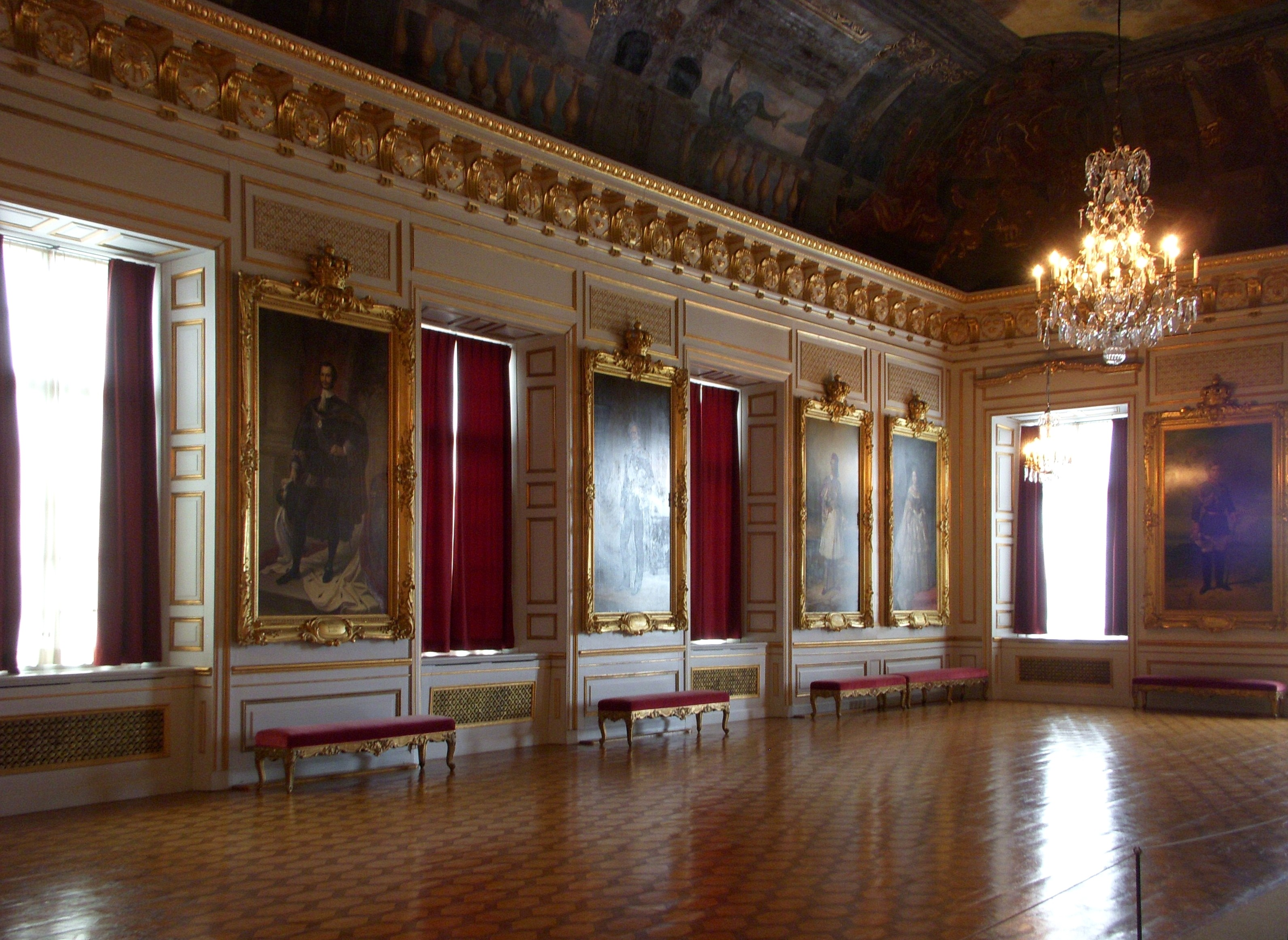
Dekoreringen med rankmotiv i taket i Rikssalen i Drottningholms slott.

Giuseppe Marchi var verksam vid Drottningholms slottsbygge 1701-1702. På Drottningholms slott utförde han takstuckaturer i övervåningens södra del och använde samma stilform och rankmotiv som vid Slottet Tre Kronor, då han dekorerade taket i rikssalen på Drottningholms slott, där han är mästare till stuckaturerna i taket. 
Drottningholms slott är till största delen en byggnad från senare delen av 1600-talet, ritad av Nicodemus Tessin den äldre (1615-1681). När Nicodemus Tessin den yngre (1654-1728) tog över efter sin far ville han dekorera Drottningholms slott efter mönster från Versailles. Ursprungligen skapades Rikssalen på Drottningholm av Nicodemus Tessin den yngre och har takmålningar av Johan Sylvius, som avled 1695. Takmålningarna fullbordades efter Sylvius död av Evrard Chauveau 1699. Redan 1692 hade några andra italienska stuckatörer, Giovanni Carove och Carlo Carove, utfört stuckarbeten i bland annat södra drabantsalen på Drottningholm.

## Stora salen i Stora Ängby

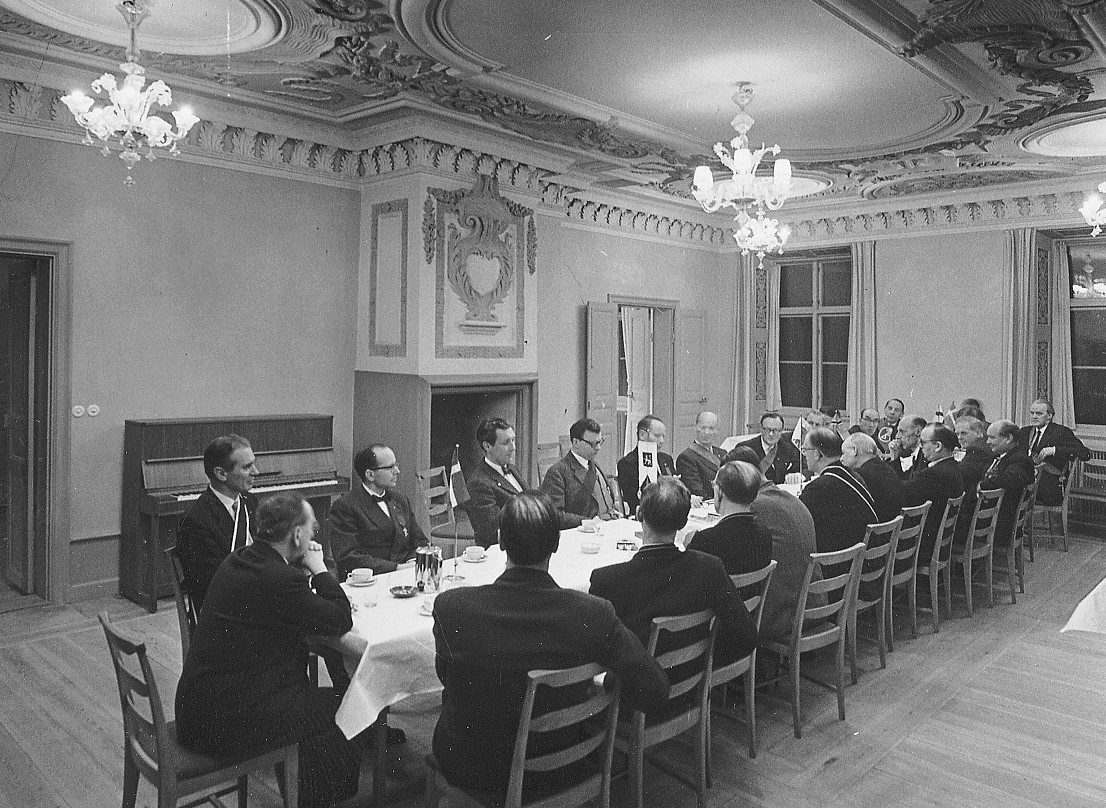
Stuckaturtaket i Stora salen i Stora Ängby slott.

I övervåningen i Stora salen på Stora Ängby slott i Norra Ängby i Bromma utanför Stockholm gjorde Giuseppe Marchi stuckaturen år 1704 i stucktaket. Marchi dekorerade även i andra rum i Stora Ängby. Han fick dekorationsuppdraget av dåvarande ägaren Baltzar Ehrenstolpe, som hade köpt slottet 1692 av riksrådet greve Johan Gabriel Stenbock, eftersom han tidigare hade arbetat i Slottskyrkan och i Rikssalen på Drottningholms slott. Utsmyckningen i taket i Stora salen är besläktad med taket i Johan Gabriel Stenbocks palats, Stenbockska palatset, på Riddarholmen i Stockholm.

## Salsta slott

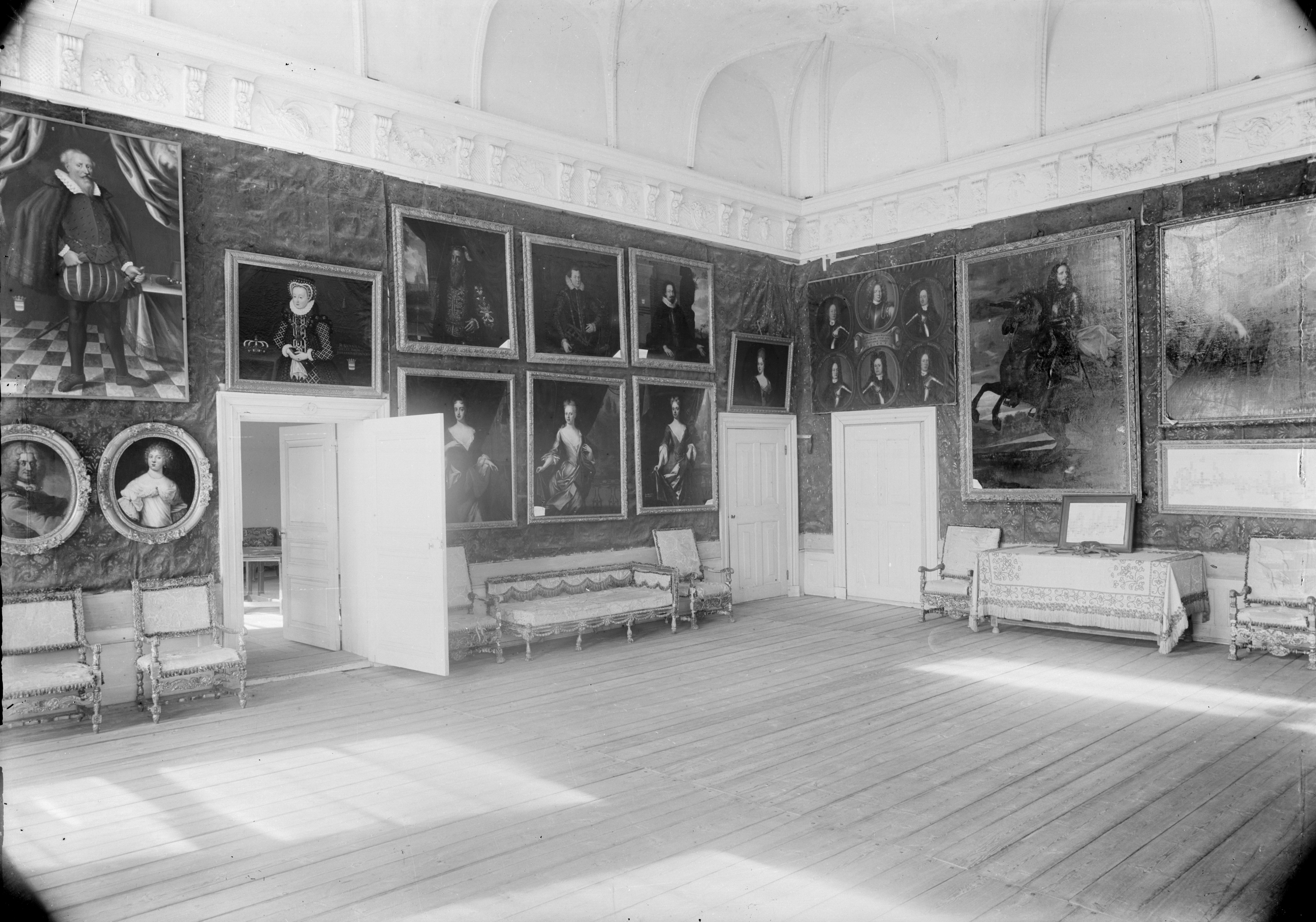
Takstuckaturerna i Riddarsalen i Salsta slott.

På Salsta slott i Lena socken norr om Uppsala i Uppland utförde Giuseppe Marchi takstuckaturer i Riddarsalen och i Bielkeska brudgemaket för greve Nils Bielke den yngre. Övervåningen på Salsta blev färdig först omkring år 1700. I Riddarsalen på Salsta slott finns den ursprungliga gyllenläderstapeten i mörkt rött och guld med inslag av textilludd ännu kvar. På övervåningen finns spetsbågiga valvkappor och takstuckaturerna av Giuseppe Marchi. På Salsta slott utförde Marchi även takstuckaturer för greve Nils Bielke i det Bielkeska brudgemaket. Dessa stuckaturer överensstämmer med motsvarigheterna i Karl XI:s galleri på Stockholms slott, där rummets innertak är försett med takmålningar och skulpterad dekor av Jacques Foucquet den yngre och René Chauveau. Liksom i Rikssalen på Drottningholms slott är förebilden till takstuckaturen i Salsta slott den berömda spegelsalen i slottet i Versailles.